# حمض الهيدرازويك
حمض الهيدرازويك، أو أزيد الهيدروجين أو أزويميد، هو مركب له الصيغة الكيميائية HN3. سائل عديم اللون، متطاير، ومتفجّر في درجة حرارة الغرفة. شديد السمّية، يحضر من أكسيد النتروز وأميد الصوديوم المصهور، أو من الهيدرازين وحمض النتروز.